# .cl
cl. دامنه اینترنتی شیلی است.